# Luke Short (Autor)
Luke Short, eigentlich Frederick Dilley Glidden, (* 19. November 1908 in Kewanee, Illinois; † 18. August 1975 in Aspen, Colorado) war ein US-amerikanischer Schriftsteller und Journalist.

## Leben und Wirken
Short war der Sohn von Wallace Glidden, eines Besitzers einer kleinen Manufaktur, und dessen Ehefrau Fannie Hurff, einer Lehrerin. Der Schriftsteller Jonathan H. Glidden (1907–1957) war sein älterer Bruder.
Short absolvierte die Schulzeit in seiner Heimatstadt und begann ab 1936 an der University of Illinois u. a. Journalismus zu studieren. Nach zwei Jahren wechselte er an die University of Missouri, wo er 1930 mit einem B.A. sein Studium abschließen konnte. Anschließend war er bis 1931 als Journalist für mehrere Zeitungen und Zeitschriften tätig.
Bedingt durch die Great Depression wurde er arbeitslos und verdingte sich deshalb in den Jahren 1932 und 1933 in Kanada als Holzfäller und Trapper. Im Anschluss daran bekam er eine Anstellung als Hilfskraft auf einer archäologischen Ausgrabungsstelle in New Mexico.
Am 18. Juni 1934 heiratete Short in Grand Junction (Colorado) Florence Elder und hatte mit ihr zwei Söhne und eine Tochter. Das Ehepaar ließ sich in Santa Fe (New Mexico) nieder. Dort bekam das Ehepaar eine Anstellung beim Ojo Caliente Mineral Springs Resort und Short lernte an seiner Arbeitsstelle erstmals Pulp-Magazine kennen. Im Herbst 1934 begann er nach diesem Vorbild erstmals Wildwest-Geschichten zu schreiben.
Über den Schriftsteller Thomas Theodore Flynn (1902–1979) machte Short die Bekanntschaft von Marguerite E. Harper, die dann zeit ihres Lebens Shorts literarische Agentin wurde. Sie schlug auch als Pseudonym Luke Short vor, ohne zu wissen, dass dieser Name bereits durch den Geschäftsmann und Revolverhelden Luke Short (1854–1893) bekannt war.
Mit der Erzählung „Six-gun lawyer“ konnte Short im August 1935 erfolgreich debütieren und als sich dieser Erfolg mit weiteren Erzählungen wiederholen ließ, überredete er seine Ehefrau, es ebenfalls als Schriftstellerin zu versuchen. Bis 1943 verfasste sie einige Werke unter dem Pseudonym Vic Elder. Durch den Erfolg der beiden angeregt, gab Shorts Bruder Jonathan 1937 seinen Beruf als Verkäufer auf und kam ebenfalls nach Santa Fe. Einem Ondit nach wählte er sein Pseudonym nach seiner bevorzugten Whiskeysorte.
Als sich Short zu Beginn des Zweiten Weltkriegs zur US-Army meldete, wurde er seiner schlechten Augen wegen abgelehnt. 1943 bekam er dann eine Anstellung beim Office of Strategic Services und blieb dort bis Kriegsende. Parallel dazu veröffentlichte er weitere Werke und konnte 1947 ein größeres Haus in Aspen (Colorado) erwerben. Mit den Jahren gewöhnte sich Short an, die Sommer in Aspen und die Winter in Arizona zu verbringen.
Neben seiner literarischen Arbeit fungierte Short für einige Zeit auch als Stadtrat von Aspen und war dort auch für kurze Zeit Bürgermeister. 1953 gehörte er zu den Gründungsmitgliedern der literarischen Vereinigung Western Writers of America (WWA).
Am 18. August 1975 erlag Luke Short in Aspen seinem Krebsleiden und fand dort auch seine letzte Ruhestätte.

## Ehrungen
- Er wurde in die Hall of Fame der WWA in der McCracken Research Library (Center for the American West) in Cody (Wyoming) aufgenommen.
- 1969 Saddleman Award[2] der WWA

## Rezeption
In seiner Heimat hatte Short den Höhepunkt seiner Werke nach dem Zweiten Weltkrieg überschritten; in Europa fanden seine Werke durch Übersetzungen erst dann ihre Leser. Durch die Konkurrenz verschiedener deutscher Verlage wurden einige seiner Titel mehrfach übersetzt und auch mit unterschiedlichen Titeln veröffentlicht.
Nach seinen ersten Erfolgen war Short derart auf das „Western“-Genre festgelegt, dass er zeit seines Lebens darauf festgelegt war und mit nichts anderem identifiziert wurde; während des Zweiten Weltkriegs nannte ihn die US-Presse „dean of living western writers“.

## Werke (Auswahl)
Romane
- A feud at single shot. 1935.
  - deutsch: Gebrandmarkt. Heyne, München 1965 (übersetzt von Heinrich Friedrich Kliem)
- The branded man. 1936.
  - deutsch: Ein Killer spielt falsch. Heyne, München 1978, ISBN 3-453-20327-5[3]
- The man on the blue. 1936.
  - deutsch: Der Mann auf dem blauen Hengst. Heyne, München 1977, ISBN 3-453-20295-3[3]
- Marauder's Moon. 1937.
  - deutsch: Der Nachtreiter. Heyne, München 1977, ISBN 3-453-20349-6[3]
- King Colt. 1937.
  - deutsch: King Colt. Heyne, München 1964[4]
- Brand of Empire. 1937.
  - deutsch: Ein Loch in der Stirn. Heyne, München 1979, ISBN 3-453-20364-X[3]
  - deutsch: Das Spiel des Giganten. Heyne, München 1984, ISBN 3-453-20564-2 (übersetzt von Josef Prohaska)
- Bold Rider. 1938.
  - deutsch: Letzte Chance für Poco. Heyne, München 1968[5]
- Savage Range. 1938.
  - deutsch: Blut auf der Weide. Heyne, München 1966[6]
- Hard money. 1938.
  - deutsch: Gefährliches Gold. Olympia-Verlag, Nürnberg 1950[7]
  - deutsch: Schüsse im Tunnel. Heyne, München 1974, ISBN 3-453-20216-3[8]
- Bounty guns. 1939.
  - deutsch: Blutfehde. Heyne, München 1965[9]
- Dead freight for Piute. 1939.
  - deutsch: Kein Pardon für Cole Armin. Heyne, München 1965[9]
- Bought with a gun. 1940.
  - deutsch: Der Revolvermann. Heyne, München 1964[4]
  - deutsch: Geheimauftrag für einen Killer. Heyne, München 1981, ISBN 3-453-20434-4 (übersetzt von Juscha Zoeller)
- Barren land showdown. 1940.
  - deutsch: Eisiger Hauch. Heyne, München 1982[3]
- Raw Land. 1940.
  - deutsch: Rauhes Land. Heyne, München 1963[10]
- Gunman's Chance. 1941.
  - deutsch: Die Chance des Revolvermannes. Olympia-Verlag, Nürnberg 1950[7]
  - deutsch: Der schmutzige Job. Heyne, München 1969[3]
- Hardcase. 1941.
  - deutsch: Ein Name, wie der Hauch des Todes. Heyne, München 1972[3]
- Ride the man down. 1942.
  - deutsch: Nieder mit Ballard. Olympia-Verlag, Nürnberg 1950 (übersetzt von Juliane Endreß)
  - deutsch: Der Teufel treibt die Herde. Heyne, München 1973 (übersetzt von Fritz Bruckner)
- Sunset Graze. 1942.
  - deutsch: Keine Chance für Dave Wallace. Heyne, München 1965[11]
- And the wind blows free. 1943.
  - deutsch: Im Banne des Mächtigen. Heyne, München 1973, ISBN 3-453-20386-0[3]
- Ramrod. 1943.
  - deutsch: Kampf um die Farm „66“. Olympia-Verlag, Nürnberg 1950[7]
  - deutsch: Bitterer Sieg. Heyne, München 1964[10]
- Coroner Creek. 1945.
  - deutsch: Die Abrechnung. Heyne, München 1964[11]
- Fiddlefoot. 1946.
  - deutsch: Mit dem Rücken zur Wand. Heyne, München 1964[12]
- Station West. 1946.
  - deutsch: In geheimer Mission. Heyne, München 1977, ISBN 3-453-20314-3 (übersetzt von Hans-Ulrich Nichau)
- High Vermilion. 1947.
  - deutsch: Ein Fremder kam in die Stadt. Heyne, München 1962[5]
- Vengeance Valley. 1949.
  - deutsch: Das Tal der Rache. Heyne, München 1963[10]
- Ambush. 1948.
  - deutsch: Hinterhalt. Olympia-Verlag, Nürnberg 1950[7]
  - deutsch: Die Rache der Apachen. Heyne, München 1967[6]
- Siver Rock. 1953.
  - deutsch: Siver Rock. Heyne, München 1971 (übersetzt von Hans Maeter).
- The whip. 1956.
  - deutsch: Höllenfahrt. Heyne, München 1967[12]
- Summer of smoke. 1958.
  - deutsch: Zum Sterben verdammt. Heyne, München 1974., ISBN 3-453-20211-2 (übersetzt von Alf Keldun).
- First claim. 1960.
  - deutsch: Die Landräuber. Heyne, München 1975., ISBN 3-453-20235-X[3]
- The some-day country. 1963.
  - deutsch: Blutrotes Kansas. Heyne, München 1970[3]
- The deserters. 1969.
  - deutsch: Der Deserteur. Pabel, Rastatt 1974 (übersetzt von H. G. Simon).
- Three for the money. 1970.
  - deutsch: Goldlady und Beutegeier. Pabel, Rastatt 1973 (übersetzt von Matthias Kallmuth).
- Man from the desert. 1971.
  - deutsch: Der Mann aus der Wüste. Heyne, München 1977, ISBN 3-453-20179-5[8]

Erzählungen
- Top Land. In: John Jakes (Hrsg.): A century of great western stories. Forge Press, New York 2000, ISBN 0-3128-6986-X.
- Best of the West. Arbor House, New York 1983, ISBN 0-8779-5471-2[13]
- The Marshal of vengeance. Lorevan Publ., New York 1986, ISBN 1-5554-7254-0.[14]
- Das Geheimnis des Canyons. In: Richard Augustin (Übers.): „12 Uhr Mittags“ und andere Western Stories. Heyne, München 1969.

## Verfilmungen (Auswahl)
- Michael Curtiz (Regie): Der Henker. 1959 (frei nach „The hangman“)
- Joseph Kane (Regie): Die Hölle von Silver Rock. 1954 (nach „Siver Rock“)
- Joseph Kane (Regie): Der Tiger von Utah. 1952 (nach „Ride the man down“)
- Byron Haskin (Regie): Die silberne Stadt. 1951 (nach „High Vermilion“)
- Richard Thorpe (Regie): Tal der Rache. 1950.
- Sam Wood (Regie): Die Letzten von Fort Gamble. 1950.
- Robert Wise (Regie): Nacht in der Prärie. 1948. (nach „Die Chance des Revolvermanns“)
- Sidney Lanfield (Regie): Gangster der Prärie. 1948. (nach „Station West“)
- Ray Enright (Regie): Der Rächer der Todesschlucht. 1948. (nach „Dead freight for Piute“)
- Ray Enright (Regie): Abrechnung in Coroner Creek. 1948. (nach „Coroner Creek“)
- André De Toth (Regie): Die Farm der Gehetzten. 1947 (nach „Ramrod“)